# Aphididae
Rệp vừng (Danh pháp khoa học: Aphididae) là tên thông thường cho một họ côn trùng trong bộ cánh nữa Hemiptera. Đây là những loài gây hại cho con người, trong đó có hai loại rệp vừng là rệp vừng trên khoai tây (Macrosiphu meuphorbae), lớn con chiều dài 3m/m, màu hồng nhạt hoặc màu xanh lá cây và loại rệp vừng đào xanh (Myzus persicae) nhỏ con hơn loại trên dài khoãng 1,5m/m có màu xanh lá cây nhạt đến đậm. 

## Đặc điểm
Rệp vừng rất nhỏ, có hình dáng giống như trái lê, sống thành từng nhóm và sinh sản không cần giao hợp, rệp vừng có thể đi từ cây nầy sang cây khác, nhộng không có cánh, con lớn thì có loại có cánh có loại không, loại có cánh có thể bay đi rất xa hằng cây số theo gió và đáp xuống nơi nào thì nơi đó sẻ bị tràn lan bởi rệp vừng, chúng bám đầy lá ở mặt dưới, chúng là một loại côn trùng hút nhựa cây nguy hiểm nếu không kiểm soát được sẽ nhanh chóng lan rộng. Chúng thường tụ tập xung quanh mô mềm của chồi, đặc biệt là các đỉnh chồi, phần đốt thân và phần dưới lá, chúng hút nhựa và tạo ra những vùng nhạt màu trên lá.
Rệp vừng làm hư hại đến cà chua bởi vì chúng tiêu thụ hết chất dinh dưỡng của cây làm cho cây tàn lụi dần đồng thời chúng cũng bài tiết một loại nhựa giống như mật đường hấp dẫn bồ hóng bám vào trên trái và thân cây do đó làm giảm chất lượng hoa màu. Rệp vừng có màu xanh, tròn trĩnh và có cánh mềm nhỏ. Chúng không những hút nhựa, lây nhiễm các loại virus từ một cây đến cây khác mà còn tiết dịch ngọt thu hút mốc đen. Rệp vừng có thể kiểm soát bởi các loại thuốc diệt côn trùng nội hấp được hút vào bên trong mô cây và diệt các loại côn trùng hút nhựa cây.